# Cabo Sabino
Flávio Alves Sabino, conhecido como Cabo Sabino, nascido em Quixadá, em 16 de fevereiro de 1971, é radialista, policial militar,  Presidente da Associação dos Militares Estaduais do Ceará (AME) e político brasileiro.

## Carreira
Foi eleito deputado federal pelo Ceará em 2014, para a 55.ª legislatura (2015-2019), pelo Partido da República, onde representou seu Estado sendo o parlamentar mais atuante na bancada cearense em 2016. Votou a favor do Processo de impeachment de Dilma Rousseff.
Em abril de 2017 votou contra a Reforma Trabalhista. Em agosto de 2017 votou a favor do processo em que se pedia abertura de investigação do então Presidente Michel Temer.
Em 2018, foi novamente candidato a deputado federal, desta vez pelo Avante, mas não conseguiu ser reeleito.

## Controvérsias

### Motim policial
Em 2020, liderou um motim de policiais militares no Estado do Ceará, em busca de melhorias para a categoria. Alguns dos pontos de reivindicação foram mudanças na escala de trabalho, o fechamento de uma unidade hospitalar apenas para militares e familiares, além de reajuste salarial, entre patentes e o reajuste do vale alimentação, equiparando ao do servidor público estadual. Até hoje algumas reivindicações ainda não foram atendidas.[carece de fontes?]Desde março de 2020 Sabino é réu na Justiça Estadual pelos crimes de incitamento, aliciamento para motim ou revolta, motim, revolta, omissão de lealdade militar, publicação ou crítica indevida e inobservância de lei, regulamento ou instrução - todos previstos no Código Penal Militar (CPM). Somadas as penas, ele pode ser condenado a até 42 anos de prisão. A denúncia, elaborada pela Promotoria de Justiça Militar e Controle Externo da Atividade Policial Militar, foi aceita pela Auditoria Militar da Justiça Estadual. Em outubro de 2021 aconteceu a audiência do processo administrativo, a qual o cabo não compareceu e foi representado pela defesa.

### Expulsão da Polícia Militar
Em dezembro de 2021, a Controladoria Geral de Disciplina dos Órgãos de Segurança Pública e Sistema Penitenciário do Ceará (CGD) expulsou o agora ex-policial militar de seus quadros.